# Snap!
Snap! é um grupo de música eletrônica surgido na Alemanha, em 1989, pelos produtores Michael Münzing (com o pseudômino Benito Benites) e Luca Anzilotti (com o pseudômino John "Virgo" Garrett III).
Sua primeira música, "The Power", se tornou um "Hit" de sucesso pela Europa e Estados Unidos. Em seguida repetiram o sucesso com a música "Rhythm Is a Dancer".
Diversos cantores passaram pelo grupo, porém nenhum permanece no Snap!. A exceção é o rapper Turbo B, que foi um dos primeiros cantores do grupo. Apesar de ter saído do Snap! em 1992,  Turbo B retornou ao mesmo em 2000. Durante toda a sua carreira, Snap! teve nove músicas no Top 10 (incluindo duas número 1 no Reino Unido). As músicas "Rhythm Is a Dancer" e "The Power" ainda são tocadas até hoje nas danceterias.

## Videografia
1. The Power
2. Ooops Up
3. Cult Of Snap!
4. Mary Had A Little Boy
5. Believe The Hype (Live Video)
6. Witness The Strengh (Live Video)
7. Megamix
8. Colour Of Love
9. Rhythm Is A Dancer
10. Exterminate!
11. Do You See The Light
12. Welcome To Tomorrow
13. The First, The Last, Eternity
14. The World In My Hands
15. Rame
16. The Power' 96
17. Gimme A Thrill
18. Do You See The Light' 02
19. Rhythm Is A Dancer' 03
20. Rhythm Is A Dancer' 03 (Version 2)
21. The Power Of Bhangra
22. Ooops Up feat NG3 2003
23. Rhythm Is A Dancer '04
24. Rhythm Is A Dancer Volume 08
25. Beauty Queen

## Presença em trilhas sonoras (Brasil)
Snap! teve quatro canções incluídas em trilhas sonoras de novelas da Rede Globo no Brasil. A primeira foi "The Power", presente na trilha sonora internacional da telenovela "Mico Preto", exibida em 1990. Em 1991 foi a vez de Mary Had A Little Boy, incluída em "Lua Cheia de Amor". Rhythm Is a Dancer esteve presente na trilha sonora de "De Corpo e Alma" entre 1992 e 1993. A última foi a canção "Do You See The Light" inserida na trilha sonora do remake de 1993 da novela "Mulheres de Areia"..